# Hitler-bajusz
A fogkefebajusz (Hitler-bajusz) olyan típusú bajusz, amelynek az oldalai függőlegesek (vagy majdnem olyanok), gyakran megközelíti az orr szélességét, és vizuálisan hasonlít a fogkefe sörtéire. Először az Amerikai Egyesült Államokban vált népszerűvé a 19. század végén, később Németországban és másutt is elterjedt. A komikusok, például Charlie Chaplin és Oliver Hardy (Pan) széles körben népszerűsítették, és a két világháború közötti években érte el virágkorát. A második világháború végére az Adolf Hitlerrel való asszociáció miatt kiment a divatból, mert ekkorra a köznyelvben már „Hitler-bajusznak” nevezték.
A következő évtizedekben továbbra is szorosan kötődött Hitlerhez, rá utalva szatirikusan használták a populáris kultúrában, beleértve a filmeket és a képregényeket. 
A második világháború után a fogkefebajusz-változatokat kevés nevezetes személy viselte, pl. Fred Trump amerikai ingatlanfejlesztő (aki osztott változatot viselt) és Zimbabwe volt elnöke, Robert Mugabe (csak a philtrumot fedte le).

## Galéria
- Charlie Chaplin angol színész (a képen 1921-ben csavargóként) úgy gondolta, hogy a fogkefebajusz komikus megjelenést kölcsönöz neki
- Genrih Grigorjevics Jagoda szovjet politikus, NKVD-főnök
- Adolf Hitler német nemzetiszocialista politikus, diktátor
- Erns Röhm német katona és nemzetiszocialista politikus
- Heinrich Himmler német nemzetiszocialista politikus
- Oliver Hardy amerikai színművész (Pan)

## Fordítás
Ez a szócikk részben vagy egészben  a   Toothbrush moustache című angol Wikipédia-szócikk ezen változatának fordításán alapul.  Az eredeti cikk szerkesztőit annak laptörténete sorolja fel. Ez a jelzés csupán a megfogalmazás eredetét és a szerzői jogokat jelzi, nem szolgál a cikkben szereplő információk forrásmegjelöléseként.

## Felhasznált irodalom
- Hiába próbálták lebeszélni róla – így született a Hitler-bajusz. Hvg.hu, 2025. március 16.
- A Hitler-bajusz titka. Index.hu, 2015. június 14.
- Kiderült, hogy miért viselte Adolf Hitler a legendássá vált bajuszt. Hellomagyar.hu, 2014. január 25.
- Parancsra lett kurta Hitler bajusza. Múlt-kor.hu, 2007. május 8.